# Bernardus Calissendorff
Bernardus Calissendorff (Utrecht, 25 juni 1887 – Amersfoort, 26 maart 1963) was een Nederlands politicus. 
Hij werd geboren als zoon van Jacobus Bernardus Calissendorff (1854-1909; smid) en Christina Susanna van Veen (1861-1919). Vanaf 1915 was hij de burgemeester van de gemeenten Kockengen en Laag-Nieuwkoop. In 1942 ging Laag-Nieuwkoop op in de gemeente Kockenge. Calissendorff dook in januari 1945 onder waarna Kockenge een NSB'er als waarnemend burgemeester kreeg. Na de bevrijding keerde Calissendorff terug als burgemeester en in 1952 ging hij met pensioen. Hij overleed in 1963 op 75-jarige leeftijd. 